# Luigi Lablache

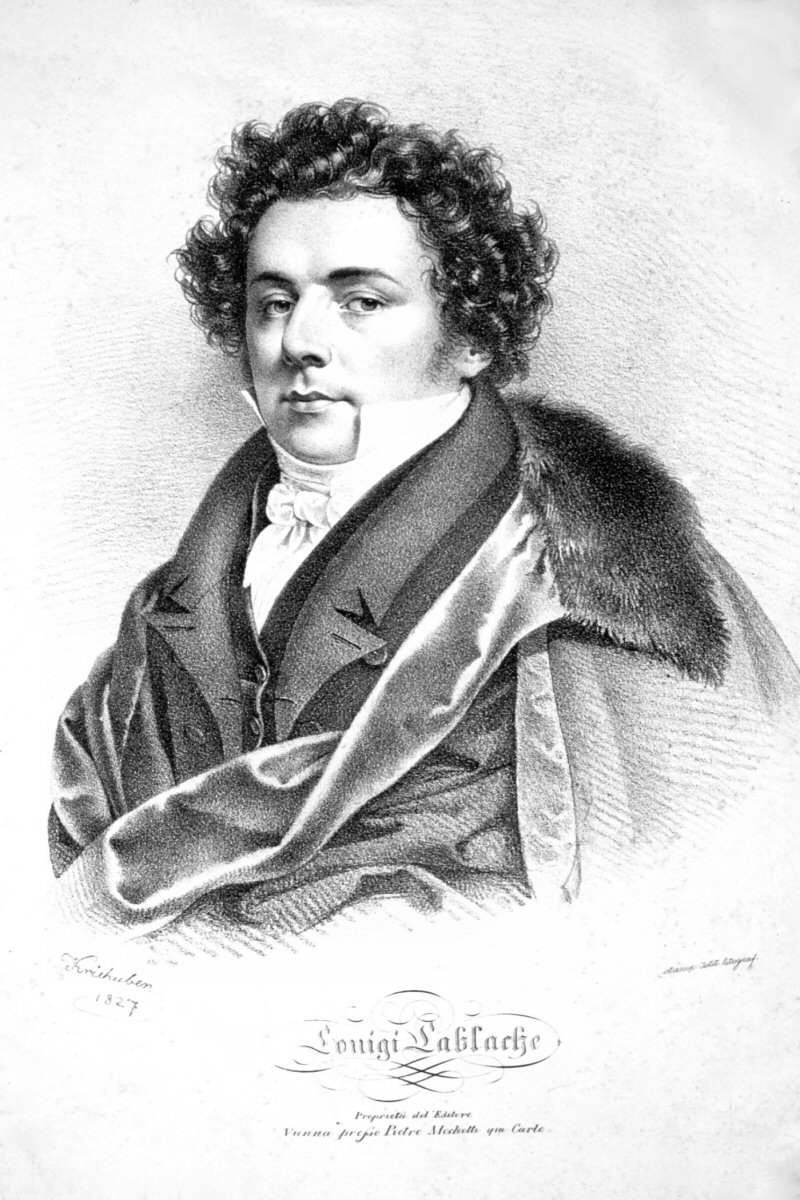
Luigi Lablache, litografia de Joseph Kriehuber, 1827.

Luigi Lablache (Nápoles, 6 de dezembro de 1794 - 23 de janeiro de 1858) foi um cantor de ópera italiano de descendência francesa e irlandesa. Ele ficou conhecido por suas interpretações cômicas, com uma poderosa voz de baixo, e sua interpretação de Leporello de Don Giovanni foi um de seus papéis mais marcantes.

## Biografia
Luigi Lablache nasceu em Nápoles, filho de de Nicolas Lablache, um mercantil da Marselha, França, com uma irlandesa. Foi educado a partir de 1806 no Conservatório de Nápoles, onde Gentili ensinou-lhe os elementos musicais e Valesi ensinou-lhe a cantar, enquanto ao mesmo tempo estudava Violino e Violoncelo.